# Râul Vătăvoaia
Râul Vătăvoaia este un curs de apă, afluent al râului Bahlui. 